# Pandemic (South Park)
Pandemic is de tiende aflevering van seizoen twaalf van South Park. In Amerika werd deze aflevering voor het eerst uitgezonden op 22 oktober 2008.
De titel is zowel het Engelse woord voor pandemie als een verwijzing naar de panfluiten, het instrument dat door de Peruaanse fluitbands in de aflevering wordt bespeeld. De aflevering is een parodie op de film 'Cloverfield' uit 2008

## Verhaal
Overal in Amerika en ook in de rest van de wereld verschijnen Peruaanse panfluitbands bij toeristische attracties en op drukke plaatsen als winkelcentra. De jongens ergeren zich er in eerste instantie aan (behalve Kenny die op de muziek gaat dansen), maar dan ontdekt Stan dat deze bands razendsnel veel geld verdienen. Om die reden besluiten de jongens ook een Peruaanse panfluitband op te richten, maar daar hebben ze geld voor nodig. Cartman weet Craig echter te overtuigen een bedrag van 100 dollar, dat hij voor zijn verjaardag heeft gekregen, in de band te investeren en niet veel later staan ook de jongens te spelen. Het plan faalt echter als ze samen met alle andere Peruaanse panfluitbands opgepakt worden door het U.S. Department of Homeland Security en naar een kamp in Miami worden gedeporteerd.
De vijf jongens proberen hun gevangennemers ervan te overtuigen dat ze niet Peruaans, maar Amerikaans zijn, maar het ministerie twijfelt aan hun verhaal. Ze willen de jongens alleen vrijlaten, als zij eerst op een missie naar Peru gaan. Door die missie kan Amerika Peru uiteindelijk omverwerpen, in de hoop zo het ontstaan van nieuwe panfluitbands te voorkomen. Als de jongens vertrokken zijn waarschuwen de andere muzikanten het ministerie dat door hun gevangenneming El Muerto Paludo (de bonte dood) zal volgen.
In een subplot bij de Familie Marsh probeert vader Randy alles en iedereen vast te leggen op zijn nieuwe camcorder, tot ergernis van zijn vrouw en dochter. Met zijn camera weet hij ook El Muerto Paludo vast te leggen, dat niet meer blijkt te zijn dan een paar reusachtige cavia's. De aflevering eindigt met een cliffhanger, waarin het hoofd van het Department een monsterachtig wezen blijkt te zijn dat achter de cavia-invasie zit. Bovendien wordt duidelijk dat hij de jongens naar Peru heeft gestuurd om zo de enige persoon die de ramp tegen zou kunnen houden uit de weg te ruimen: Craig.